# Friedrich von Hundbiß

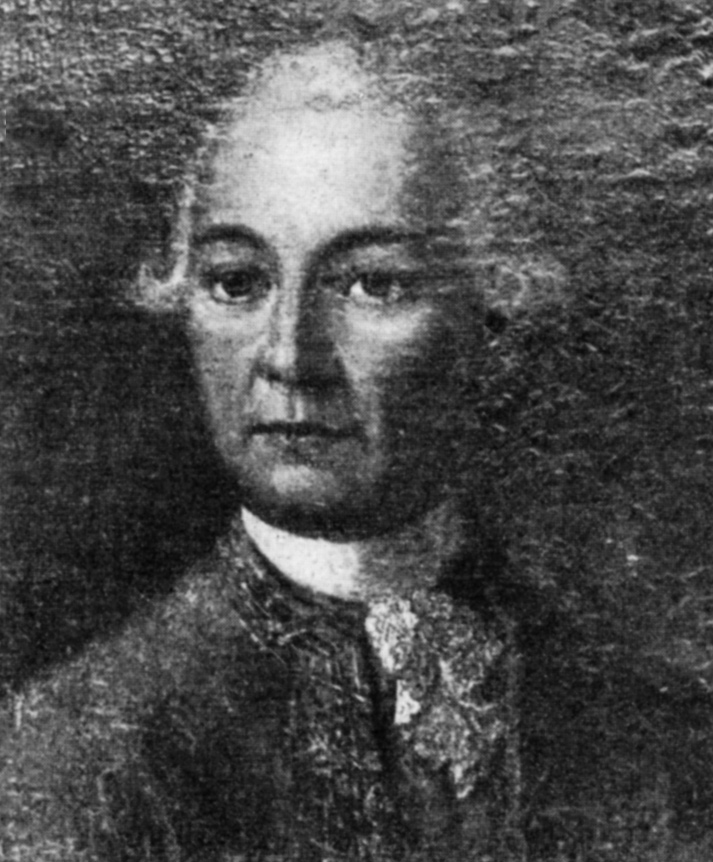
Friedrich von Hundbiß. Ölgemälde, um 1800

Friedrich Anton (Adolph) von Hundbiß (* 1769 in Meersburg; † 18. September 1805 im Untersee) war letzter fürstbischöflich-konstanzischer Obervogt auf der Insel Reichenau.

## Biografie
Friedrich Anton von Hundbiß entstammte der Waltramser Linie der Freiherren von Hundbiß und war der Sohn von Johann Nepomuk von Hundbiß (1724–1793), der ebenfalls schon Obervogt auf der Reichenau war. Friedrich trat bereits in jungen Jahren in fürstbischöflich-konstanzische Dienste und heiratete die gleichaltrige Freiin Sophie von Rotberg. 1798 wurde er als Nachfolger von Konrad Lenz von Lenzenfeld zum Obervogt auf der Reichenau ernannt. Seine Dienstwohnung hatte er im damaligen klösterlichen Bibliotheksbau der Kaiserpfalz. 
Zu seinem Verwaltungsgebiet, dem Obervogteiamt Reichenau, zählten die Insel Reichenau, Allensbach, Hegne, Markelfingen, Kaltbrunn, Wollmatingen, Thürrain, Adelheiden und verschiedene Höfe, sowie die auf Schweizer Gebiet liegenden Orte Steckborn, Berlingen, Ermatingen, Feldbach, Frutwylen, Mannenbach, Rogerswil, Triboltingen und Salenstein. 
In seiner Amtszeit machte sich Hundbiß vor allem um den Weinbau auf der Insel verdient, außerdem ging er streng gegen die Korruption unter den Beamten vor und war dafür verantwortlich, dass bei der Teilung des Dettinger Waldes eine respektable Waldfläche auf dem Bodanrück der Insel Reichenau zugeschlagen wurde. Das Obervogteiamt beschränkte sich ab 1798 nach den erfolgreichen Unabhängigkeitsbestrebungen im Kanton Thurgau nur noch auf die deutschen Gebietsteile. 
1802 verfasste Hundbiß für den Konstanzer Fürstbischof Karl Theodor von Dalberg die Historisch-Topographische Beschreibung der Insel Reichenau und der dazu gehörigen Ortschaften. Hundbiß mag die Entscheidungen des Reichsdeputationshauptschlusses von 1803, der die Reichenau dem Land Baden zuschlug, bereits vorausgeahnt haben, denn seine Beschreibung ist bereits dem badischen Markgrafen Karl Friedrich gewidmet. 
Mit der Reichenau kam Hundbiß 1803 an Baden und war künftig badischer Obervogt. Um jene Zeit verfiel Hundbiß in schwere Depressionen. Am 18. September 1805 suchte er im Wasser des Untersees den Freitod. Er hinterließ seine Gattin und die Kinder Friedrich und Angelika.
In Mittelzell auf der Insel Reichenau ist er Namensgeber der Freiherr-von-Hundbiss-Straße.